# Schloss Totzenbach

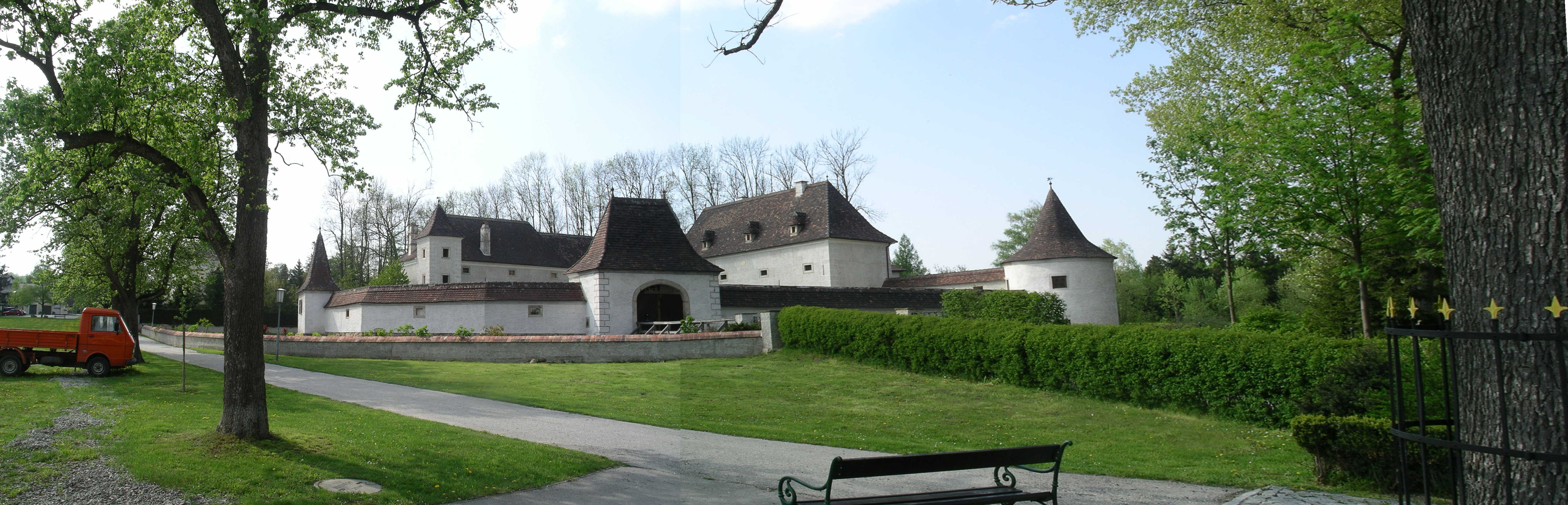
Schloss Totzenbach, Ansicht von Südosten (2004)

Das Schloss Totzenbach steht in der Ortschaft Totzenbach in der niederösterreichischen Marktgemeinde Kirchstetten. Das Wasserschloss, das in den 1970er Jahren zu einer Ruine verfallen war, wurde ab 1974 wiederaufgebaut.
Die Anlage befindet sich in Privatbesitz und ist für die Öffentlichkeit normalerweise nicht zugänglich. Nur bei gelegentlich stattfindenden Veranstaltungen im Schlosshof, Festsaal oder Keller können diese besichtigt werden. Das Schloss ist aber von jenseits des Wassergrabens gut einsehbar.

## Geschichte

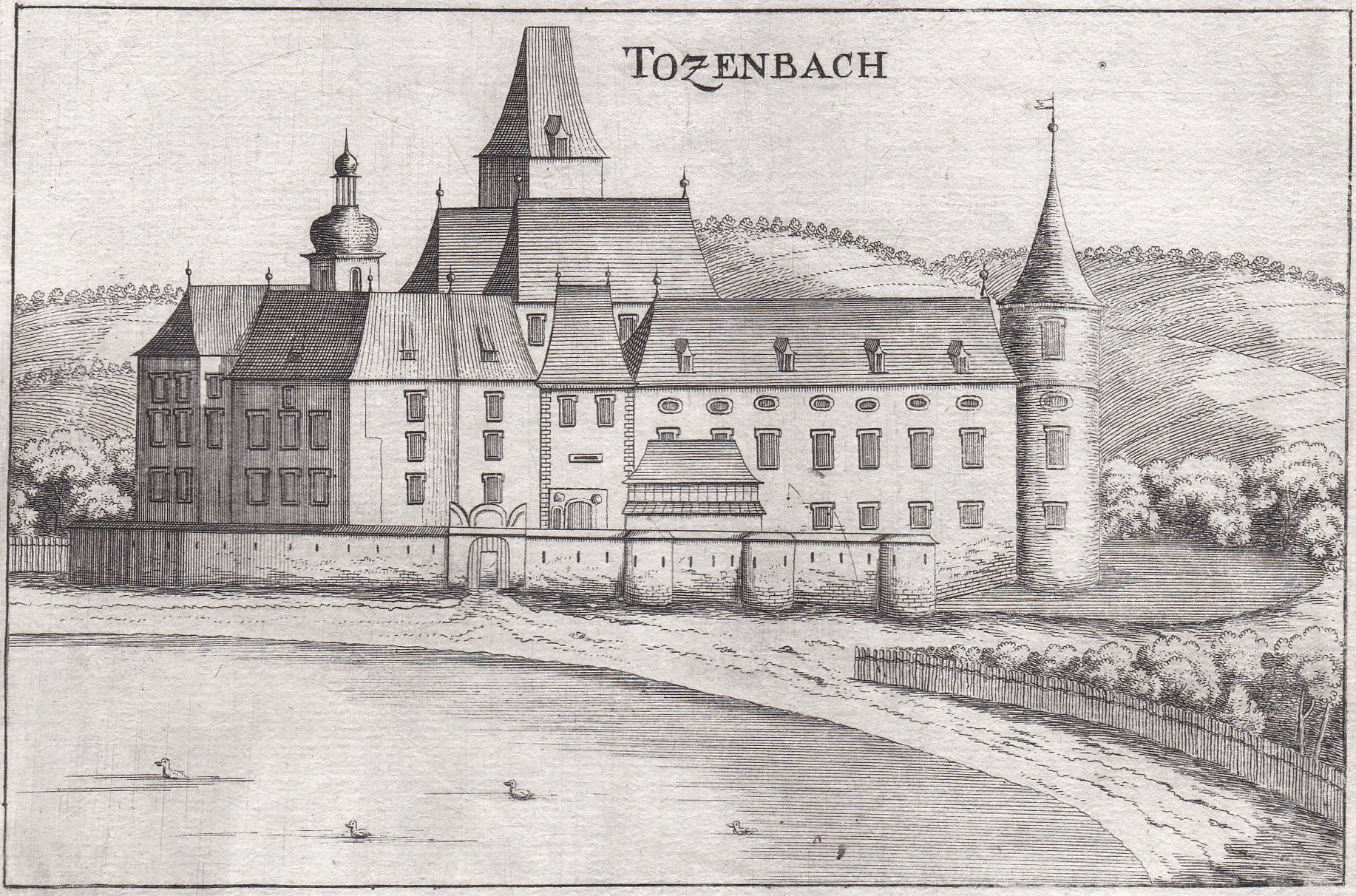
Schloss Totzenbach auf einem 1672 veröffentlichten Stich von Georg Matthäus Vischer

Die Totzenbacher, ein ritterliches Geschlecht, das sich nach seinem Wohnsitz in Totzenbach nannte, ist seit dem Jahr 1147 urkundlich belegt. Als die Herren von Totzenbach im Jahr 1394 ausstarben, kam die Herrschaft an die Polheimer. Es folgten diverse weitere Wechsel, zu denen unter anderem 1438 Georg Steiner und 1465 Mathias Graßer gehörten, ehe die damalige Burg samt Herrschaft im Jahr 1513 an David von Trauttmansdorff kam. Im Ersten Österreichischen Türkenkrieg unversehrt, wurde sie durch Davids Nachfahr Job Hartmann von Trauttmansdorff unter Beibehaltung des mittelalterlichen Bergfrieds und Palas die Anlage in den Jahren 1588 bis 1594 zu einem vierflügeligen Schloss im Stil der Renaissance erweitert. Dieses blieb – im Gegensatz zur umliegenden Ortschaft – auch im Großen Türkenkrieg 1683 vor Zerstörungen bewahrt.

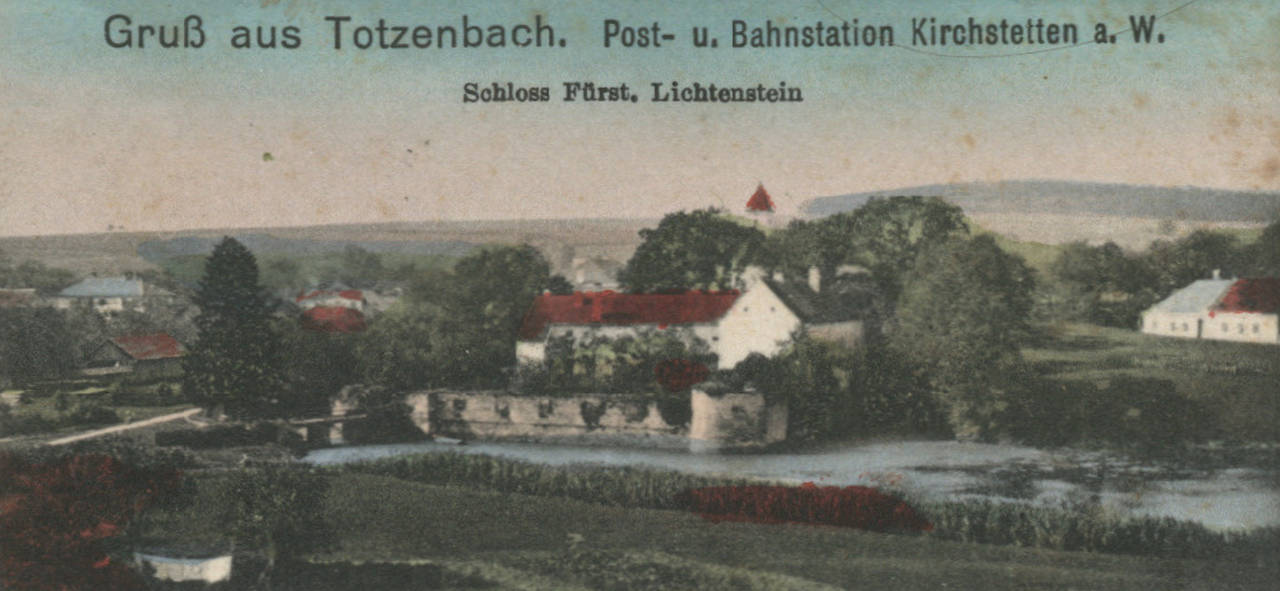
Schloss Totzenbach um 1900

Das Schloss wurde allerdings von der Familie Trauttmansdorff kaum bewohnt und von einem Verwalter beaufsichtigt, der für sie auch die grundherrlichen Rechte und Pflichten wahrnahm. Ab 1822/1823 gehörte Schloss Totzenbach der fürstlichen Familie von Liechtenstein zu Neulengbach, die aber kaum eine Verwendung für die Anlage hatte. Diese diente nur noch als Wohnung für den Förster und den Dorfschulmeister und verfiel zusehends. 1857 werden der östliche Schlossflügel abgerissen und die dabei gewonnenen Steine zum Teil als Baumaterial für den Bahnhof von Kirchstetten verwendet. Im Südtrakt war die Dorfschule untergebracht, aber als diese in einen Neubau zog, erfolgte 1894 auch der Abriss jenes Schlossflügels. Übrig blieben nur der als Kornspeicher genutzte Nordtrakt sowie der westliche Flügel, dessen Treppenturm bis auf Dachhöhe gestutzt wurde. Das Schloss verfiel in der Folge immer mehr.
1971 erwarb die damalige Gemeinde Totzenbach das ruinöse Schloss vom damaligen Eigentümer. Sein Zustand war derart desolat, dass man sich mit dem Gedanken trug, sie vollständig niederzulegen. 1974 fand sich mit dem Antiquitätenhändler Josef Figl aber ein neuer Schlossherr, der die verfallene Anlage bis 1979 wiederaufbauen ließ. Zu den dabei ausgeführten Arbeiten zählten unter anderem das Aufmauern der eingefallenen Ringmauer, der Wiederaufbau des fast vollständig verschwundene Torbaus, das Ausbaggern des zugeschütteten oder verlandeten Wassergrabens und Schlossteichs sowie der Wiederaufbau des nur noch als Stumpf vorhandenen runden Eckturms. Bei den Bauarbeiten wurden im Schlosshof auch die Grundmauern der mittelalterlichen Burg gefunden.
2002 erwarb die Familie Ruschitzka Schloss Totzenbach veräußerte es aber schon ein Jahr später an die Familie Berger weiter. Diese ist heute noch Eigentümerin. Sie nutzt es als Wohnsitz und vermietet einige der Räume für private Veranstaltungen.

## Beschreibung

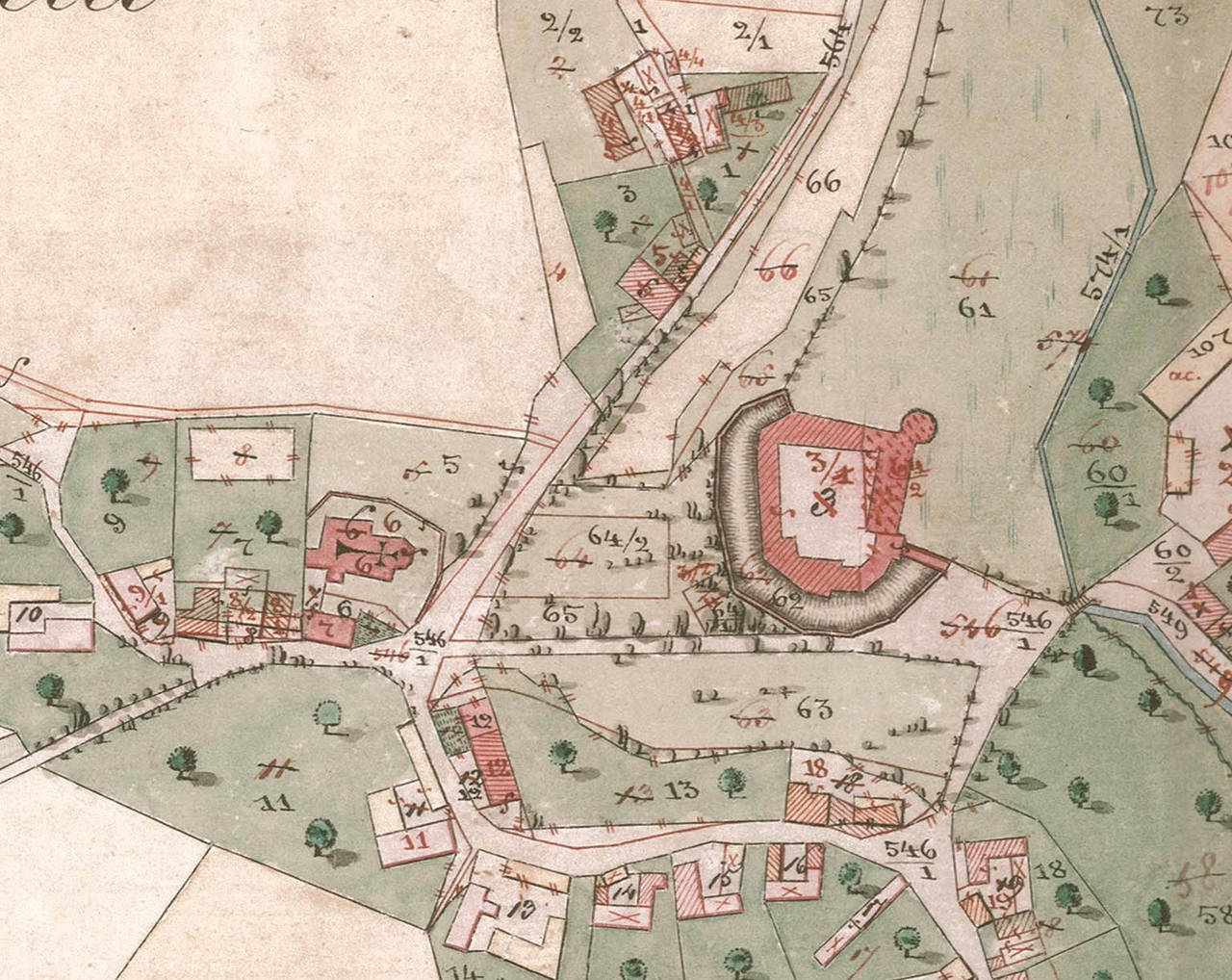
Darstellung Totzenbachs im Franziszeischen Kataster von 1822

Schloss Totzenbach liegt mitten im gleichnamigen Kirchstettener Ortsteil im Bezirk St. Pölten-Land. Die Anlage erhebt sich mit polygonalem Grundriss auf einer Insel inmitten eines Wassergrabens, der vom namensgebenden Totzenbach gespeist wird. Eine einfache Holzbrücke führt von Südosten über den Schlossgraben zum massiven Torbau mit seinem hohen, abgeknickten Walmdach und aufgemalten Eckquaderungen. Hinter seinem korbbogigen Portal liegt der von den Schlossbauten umgebene Schlossgarten mit einem zentralen Wasserbecken und in Form geschnittenen Büschen.
In der Nordwest-Ecke stehen die beiden rechtwinkelig zueinander angeordneten, schlichten Schlosstrakte mit hohen, pfannengedeckten Walmdächern. Der westliche Flügel stammt im Kern noch aus dem 16. Jahrhundert, was eine mit der Jahreszahl 1592 beschriftete Feuermauer beweist. Der Nordflügel stammt im Kern aus dem 17./18. Jahrhundert und besitzt einen zweischiffigen Keller. Er ersetzte in der Zeit zwischen 1672 und 1836 den alten mittelalterlichen Bergfried samt Wohnbauten.
Die übrigen Seiten der Schlossinsel sind von einer Ringmauer aus Bruchsteinen begrenzt. Ihre Mauerkrone ist ebenfalls mit Dachziegel gedeckt. Ihre Nordost-Ecke wird durch einen in den Wassergraben hineinreichenden, wuchtigen Rundturm markiert. Sein abknickendes Kegeldach ersetzte eine frühere barocke Haube. Dieser 1756 erwähnte Turm besaß früher Schlüssellochscharten. Sein Mauerwerk ist wie das der übrigen Schlossbauten hell verputzt.